# Seznam portugalskih raziskovalcev
Seznam portugalskih raziskovalcev.

## A
- Jean Alfonse

## C
- Pedro Álvares Cabral
- Diogo Cão
- Tristão da Cunha

## D
- Bartolomeu Dias

## G
- Vasco da Gama

## M
- Fernão de Magalhães (Ferdinand Magellan)